# Ягорлицька затока (заказник)
 Державний гідрологічний заказник «Ягорлицька затока» був оголошений рішенням Миколаївського облвиконкому від 21.07.1972 року № 391 «Про віднесення пам'яток природи місцевого значення за категоріями відповідно до нової класифікації та затвердження нововиявлених заповідних територій і природних об'єктів» на території затоки Березанського лиману.
Площа — 120 га.

## Загальна характеристика
Ягорлицька затока — мілководна затока в північній частині Чорного моря. Омиває береги Херсонської та Миколаївської областей. Входить до складу водно-болотний угідь міжнародного значення. Основне місце зимівлі водоплавних птахів.

## Скасування
На даний час входить до складу Чорноморського біосферного заповідника. Дата скасування не відома, але в сучасному переліку територій та об'єктів природно-заповідного фонду Миколаївської області об'єкт відсутній.
..